# 鮑厄爾 (堪薩斯州)
鮑厄爾（英語：Powell）是位於美國堪薩斯州菲利普斯縣的一個鬼鎮。

## 歷史
鮑厄爾的郵政局於1882年設立，直到1905年結束營運。

## 地理
鮑厄爾所處的海拔為高於海平面594米（即1949英呎），而該地所採用的時區為UTC-6，即北美中部時區（CST）。同時該地設有夏令時間，為UTC-6調快一小時，即UTC-5（CDT）。